# U Camelopardalis
U Camelopardalis (U Cam) – gwiazda zmienna znajdująca się w gwiazdozbiorze Żyrafy w odległości około 1500 lat świetlnych.
Gwiazda U Camelopardalis jest gwiazdą węglową. Jest więc rzadkim rodzajem gwiazdy, w atmosferze której znajduje się więcej węgla niż tlenu. Gwiazdy tego typu ze względu na niską grawitację zazwyczaj odrzucają połowę swojej masy w postaci potężnych wiatrów gwiazdowych. U Cam zbliża się do końca swojego życia. Zaczyna jej brakować paliwa jądrowego, dlatego staje się niestabilna. Gdy co kilka tysięcy lat warstwa helu wokół jądra ulega zapłonowi, odrzuca sferyczną otoczkę gazową. Gaz odrzucony w trakcie ostatniej takiej erupcji jest wyraźnie widoczny w postaci bańki gazowej otaczającej gwiazdę. Otoczka ta ukrywa prawdziwą wielkość gwiazdy centralnej znajdującej się w centrum obrazu i mieszczącej się na obszarze jednego piksela.
Powłoka gazowa znacznie większa i ciemniejsza od centralnej gwiazdy posiada bardzo złożone szczegóły. Pomimo że zjawiska towarzyszące końcowym etapom życia gwiazd są najczęściej nieregularne i gwałtowne, to jednak w tym wypadku powłoka gazowa jest niemal idealnie sferyczna.